# 朴定陽

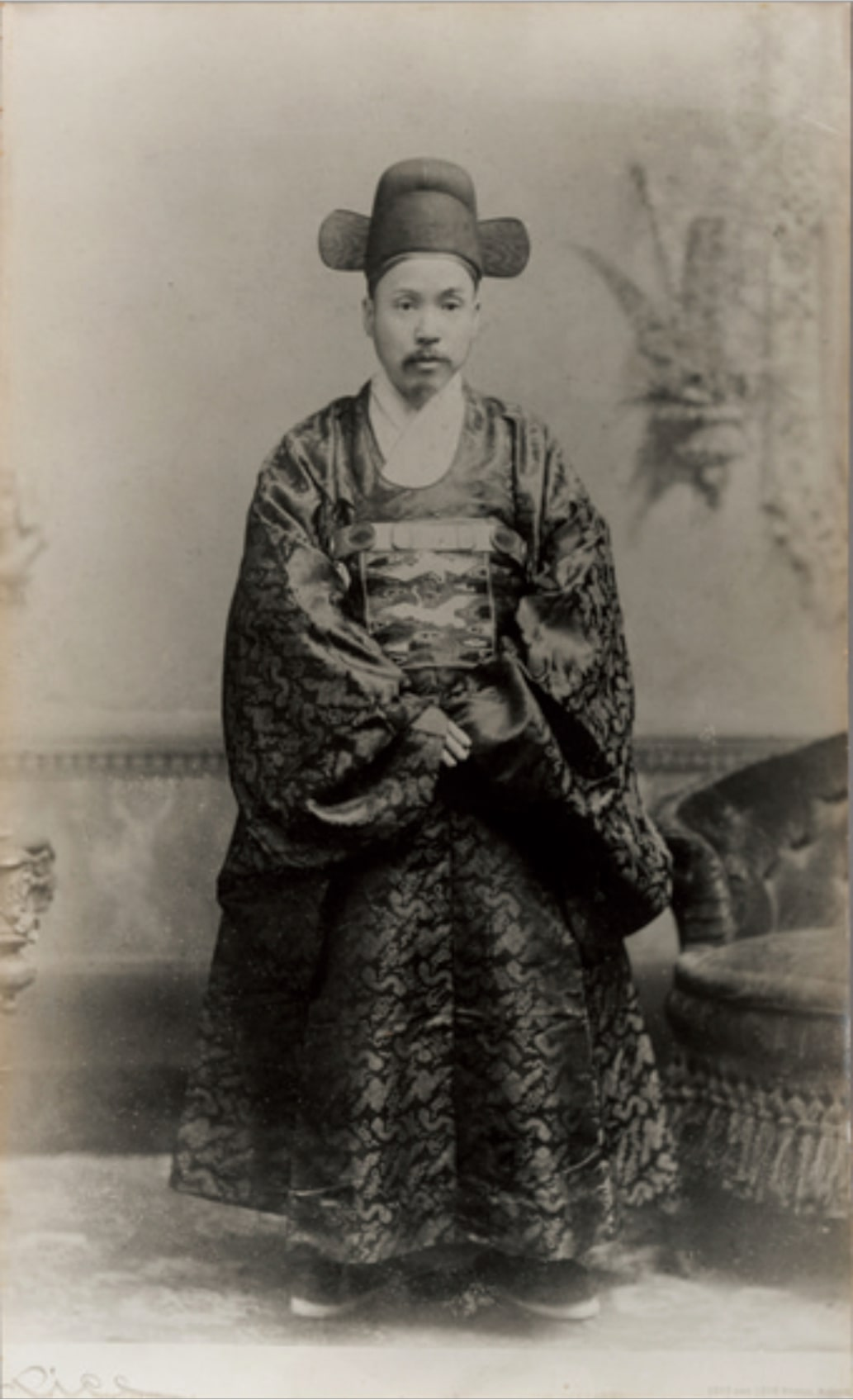
朴定陽

朴定陽（：／，1841年—1904年），字致中（치중），號竹泉（죽천），本貫潘南朴氏，朝鮮王朝的文臣和外交家、哲學家、開化派政治人物。諡號文翼。曾任朝鲜王朝首任駐美公使

## 外部連結
- 朴定陽 
- 朴定陽 